# Jiří Fína

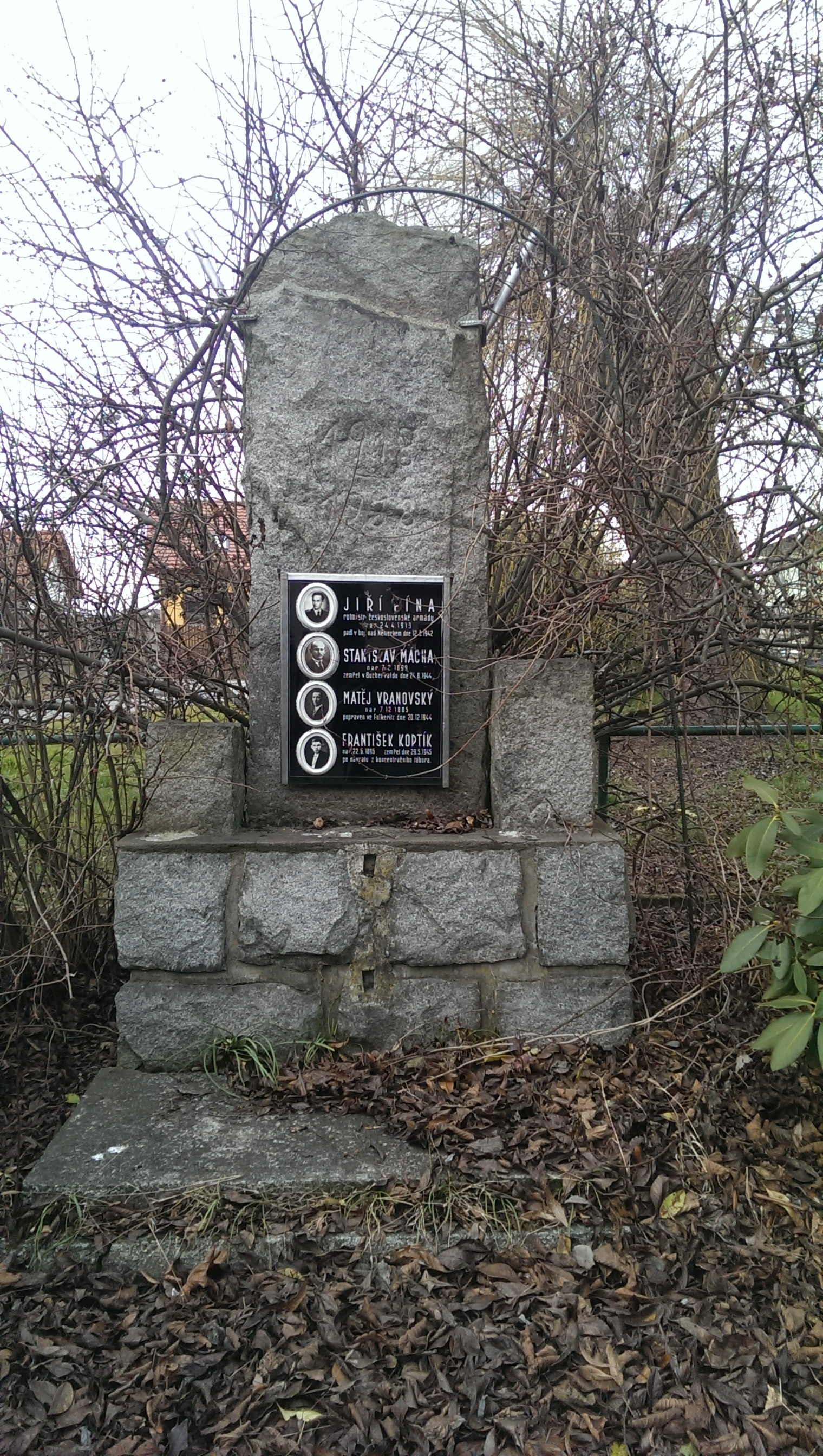
Pomník Lhota u Dobřan

F/Sgt. Jiří Fína (24. dubna 1913, Plzeň, Československo – 12. března 1942 Severní moře) byl československý vojenský pilot, který za druhé světové války létal v Anglii u 311. československé bombardovací perutě RAF. V roce 1991 byl v rámci rehabilitace povýšen na plukovníka ve výslužbě in memoriam. Vzpomenut je na pomníku obětem druhé světové války v Plzni-Lhotě.

## Život

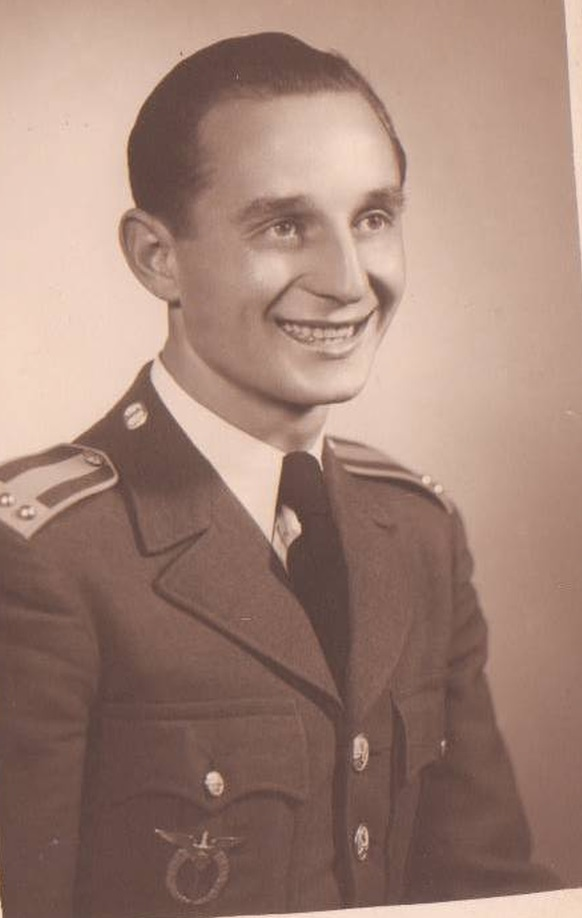
Jiří Fína

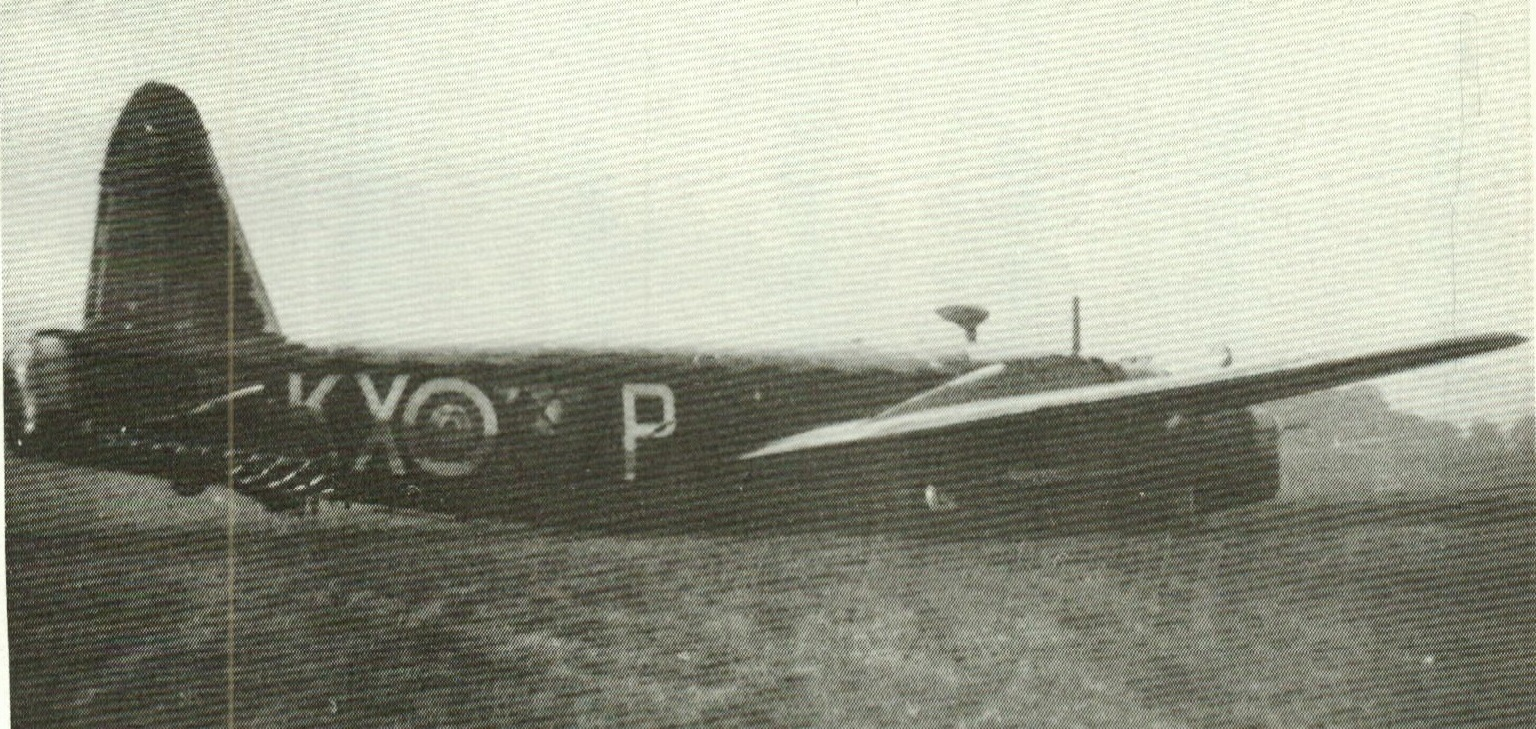
Wellington KX-P Fínovy posádky po návratu od Berlína 8. listopadu 1941

### Mládí a pilotní výcvik
Otcem Jiřího Fíny byl Vojtěch Finna narozený 29. ledna 1881 v Sulislavi, který pracoval jako truhlář ve Škodových závodech v Plzni. Matkou byla Marie, rozená Sýkorová, narozená 24. ledna 1881 v Přešticích. Jiří Fína se narodil jako druhý syn po bratru Jaroslavovi (* 14. února 1911 v Plzni) a zápisem ze dne 6. dubna 1935 si nechal změnit příjmení z Finna na Fína. Jiří se vyučil modelářem, byl členem dorostu a následně činným členem Západočeského aeroklubu. Základní vojenskou službu s pilotním výcvikem absolvoval ve VLU v Prostějově v letech 1933 až 1935. Od 24. ledna 1938 do 9. července 1938 absolvoval základní výcvik na dvojmístných letadlech u cvičné letky 1. leteckého pluku TGM v Praze a 15. července 1938 byl přemístěn ke 2. letce. Dne 1. srpna 1938 byl Jiří Fína jmenován pilotem letcem. Od 1. listopadu 1938 pokračoval v dobrovolné činné službě jako četař sloužící ve 2. leteckém pluku Dr. Edvarda Beneše. 1. března 1939 byl jmenován polním pilotem letcem.

### Útěk přes Polsko a Francii
Z Protektorátu unikl přes Polsko (dne 6. května 1939 přišel na velvyslanectví do Krakova) do Francie, kam přišel 26. května 1939 a podal žádost o vstup do Cizinecké legie.
10. června 1939 připlul Jiří Fína s dalšími legionáři z kasáren v Marseille do Alžírska a vstoupil do výcvikového střediska v Sidi-Bel-Abbes, kde následně prošel pěším výcvikem. Ke 2. říjnu 1939 mu byla přiznána hodnost rotného. Od 3. srpna 1939 do 27. listopadu 1939 sloužil v letectvu jako pilot dvojmístných letadel na letištích v severní Africe – M. Blanche, Tunis a Blida. Od 30. listopadu 1939 do 18. června 1940 působil opět ve Francii jako pilot dvoumístných letadel na letištích v Pau, Chartres a Cazaux. K 1. prosinci 1939 byl povýšen do hodnosti caporal chef.
18. června 1940 odplul z francouzského Bordeaux na lodi Robur 2 do Anglie. Do anglického přístavu Falmouth dorazil 22. června 1940. 25. července 1940 byl Jiří Fína přijat do RAF Cosford A.C. a k 18. září 1940 mu byla přiznána hodnost Sgt. pilota. Následně, k 20. prosinci 1940 byl přemístěn k čs. Depot Wilmslow a 9. března 1941 převelen do CTBA School of Musketry. 11. dubna 1941 byl přeřazen k 311. čs. bombardovací peruti RAF v Honingtonu.

### Bojová činnost v RAF
S 311. československou bombardovací perutí RAF působil Sgt. Jiří Fína na polním letišti v East Wrethamu v hrabství Norfolk. Prodělal výcvik pilota na dvoumotorovém středním bombardéru Vickers Wellington. Operačně začal létat od 12. srpna 1941, nejdříve jako druhý pilot a následně od 20. října 1941 jako první pilot a velitel posádky. Jiří Fína prodělal 30 operačních letů, z toho 21 jako velitel posádky. Letoun s posádkou Sgt. Fíny byl dvakrát napaden stíhačem Luftwaffe ve stroji Messerschmitt Bf 109 – poprvé napadl 8. listopadu 1941 německý stíhač jeho Wellington KX-P, podruhé 9. března 1942 pilotoval Jiří Fína stroj Wellington KX-K. V obou případech byl letoun těžce poškozen.

### Smrt
F/Sgt. Jiří Fína zahynul 12. března 1942 i s posádkou Wellingtonu KX-P (R 1802), kterou tvořili: F/Sgt. Jiří Fína, Sgt. Oldřich Soukup (druhý pilot), F/O. Jaroslav Kula (navigátor), P/O. Josef Cibulka (radiotelegrafista), Sgt. Alois Mezník (střelec) a Sgt. František Raiskup (střelec). Letoun mířící k bombardování doků v Kielu ztrácel vlivem námrazy výšku a rychlost a piloti byli nuceni nouzově přistát na hladině moře v pozici 53 17 severně a 03 07 východní délky asi 100 mil od anglického pobřeží. Od klesání až do poslední chvíle vysílal radiotelegrafista SOS a polohu letounu. Ve 21:19 se ozval klíč radiotelegrafisty naposledy. Těla šesti členů posádky nebyla nalezena. Jejich jména jsou vytesána na kamenných deskách památníku v Runnymede.

## Vyznamenání a medaile
- Československá medaile Za chrabrost (22. září 1941)
- Československý válečný kříž 1939 (11. prosince 1941)
- druhý Československý válečný kříž 1939 (16. února 1942)
- Československá medaile za zásluhy I. stupně
- Československá vojenská pamětní medaile
- Star 1939 – 1945
- Air Star

V roce 1947 byl in memoriam jmenován poručíkem letectva v záloze. V roce 1991 v rámci rehabilitace povýšen na plukovníka v.v. „in memoriam“.